# Epiteli columnar

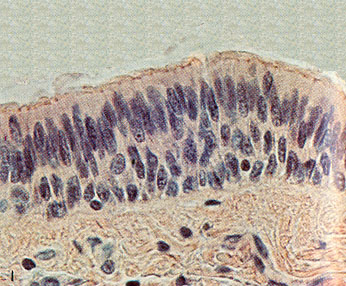
Imatge sota el microscopi d'una secció d'epiteli columnar estratificat.

L'epiteli columnar o epiteli cilíndric és un tipus d'epiteli format per una o diverses capes de cèl·lules altes, que recobreix la superfície de l'interior d'òrgans buits o tubulars com són l'intestí, les glàndules, les trompes de Fal·lopi, l'estómac, la vesícula biliar i l'apèndix.
L'epiteli cilíndric presenta micro vellositats per millorar l'absorció.
Hi ha diferents tipus d'epiteli columnar:
- Epiteli columnar simple.
- Epiteli columnar estratificat.
- Epiteli columnar ciliat.
- Epiteli columnar glandular.